# Vysoká (Banská Bystrica)
Vysoká (in tedesco: Hochberg o Hochdorf; in ungherese: Magaslak)  è un comune della Slovacchia facente parte del distretto di Banská Štiavnica, nella regione di Banská Bystrica.

## Storia
Il villaggio è citato per la prima nel 1388 come possedimento della città di Levice.  Nel XVII secolo passò alla Camera Mineraria di Banská Bystrica.
Il villaggio conserva una chiesa in stile barocco del 1771.